# Dragon Ball : Épisode de Bardock
Dragon Ball : Épisode de Bardock (ドラゴンボール エピソード オブ バーダック, Doragon bōru: Episōdo obu Bādakku) est un manga dérivé de l'univers de Dragon Ball en trois chapitres de Naho Ōishi, prépublié dans le magazine V Jump entre juin et août 2011.
Un TV special, adapté du manga, est sorti le 17 décembre 2011 et 18 décembre 2011 lors du Jump Festa (en avant-première) puis dans l'année 2012, au Japon.

## Histoire

### Prologue
L'histoire se déroule 1 000 ans avant le TV special, Baddack contre Freezer.

### Synopsis
Bardock confronte Freezer après avoir appris la trahison de ce dernier à l'encontre des Saiyans. Le tyran lui envoie sa Death Ball sur la planète Vegeta et le Saiyan est emporté par la technique de son ennemi. Pris de sursaut, il se réveille et se rend compte être toujours vivant.
Il est surpris d'avoir survécu à l'explosion, mais ne se souvient de rien. Il est recueilli par Ipana, le guérisseur de la planète Plant (ancien nom de la planète Végéta) et son fils Berry, puis le premier le soigne avec le même liquide utilisé dans les machines médicales. Bardock réalise alors avoir voyagé temporellement dans le passé, car les habitants sont les ancêtres des Tsufuls.
Deux soldats attaquent la planète pour la conquérir au nom de Chilled, un ancêtre de Freezer, mais il s'en défait rapidement. Il se réfugie dans une grotte pour s'entraîner et Berry lui rend visite de temps en temps pour lui apporter de la nourriture et un médicament, malgré un premier refus. Tout comme Son Gohan avec Piccolo ou Trunks avec Tapion, ils finissent par sympathiser et Bardock lui dit son nom.
N'ayant eu aucune nouvelle de Tobi et Kyabira, ses deux soldats, Chilled se rend en personne sur la planète Plant, en compagnie de ses hommes, et l'attaque. Mais ses sbires sont neutralisés par Bardock, vite mis hors course par le tyran. Berry essaie de voler au secours de son nouvel ami, mais est assommé par l'ennemi. Envahi par la colère, Bardock se transforme en Super Saiyan et bat facilement Chilled. 
Avant de s'éteindre, ce dernier demande à prévenir ses descendants de faire attention au Saiyan aux cheveux dorés. C'est ainsi que naît la légende du Super Saiyan et la crainte des Saiyans par la famille de Freezer, à la suite de cette légende.

## Personnages
- Baddack
- Chilled
- Freezer

Berry 
Ancêtres des Tsufuls

## Analyse de l'œuvre
L'œuvre est basée sur l'univers du manga Dragon Ball et se situe plus particulièrement après les évènements du TV Special Dragon Ball Z : Baddack contre Freezer pour le personnage de Baddack. En revanche, comme il est propulsé dans le passé, les événements se déroulent plusieurs générations avant la naissance de Freezer.

### Inspiration et création de l'œuvre
L’anime est réalisé pour être intégré au sein d'un projet de plus grande envergure intitulé Dragon Ball SSSS pour Dragon Ball Saikyō Super Saiyan Secret, également appelé Dragon Ball: Force Project (ドラゴンボールフォースプロジェクト, Doragon Bōru Fōsu Purojekuto).

### Thèmes abordés
Le fait que Bardock voyage dans le temps expliquerait probablement pourquoi il n'est jamais visible dans l'au-delà, au paradis ou en enfer à la fin de Dragon Ball Z et dans Dragon Ball GT et ferait de lui le créateur de la légende du Super Saiyan (le Guerrier Millénaire). Envoyé 1000 ans plus tôt dans le temps, il doit être mort depuis le temps et aurait dû apparaître en enfer. La seule explication est que son voyage dans le temps a créé une nouvelle temporalité dans laquelle il devient le Super Saiyan de la légende, donc dans l'histoire canon ce ne serait pas lui le guerrier de la légende mais un autre Saiyen du nom de Yamoshi (ce serait ce dernier que Beerus voit en rêve et non Goku). (Il y aurait donc potentiellement un anneau du temps correspondant à Bardock dans la boîte aperçue dans l'arc Zamasu.) Un autre fait montre aussi que le Super Saiyen ''classique'' comme Goku ou Vegeta, n'est pas le guerrier millénaire car il s'agit de Broly, qui a une transformation différente des autres, en effet, aux vues de l'histoire tous les Saiyans devraient être capables de devenir Super Saiyan. Toutefois, ce voyage dans le temps entraine l'apparition d'un paradoxe temporel : pour que la légende du Super Saiyan naisse, il doit obligatoirement faire ce voyage dans le temps et rencontrer Chilled pour changer le cours de l'histoire car s'il ne le fait pas, il ne se transformera pas en Super Saiyan et Chilled ne pourra pas transmettre à sa famille et à ses descendants ces évènements. (pas forcément).

## Manga
Le manga est prépublié dans le magazine V Jump de la maison d’édition Shūeisha entre juin et août 2011, à raison d'un chapitre par mois, pour trois au total.

## Anime
Un TV Special a été réalisé par Toei Animation. Une première présentation a lieu au festival Jump Festa qui s'est tenu les 17 et 18 décembre 2011.
Un DVD contenant ce TV Special d'animation et l'OAV remake, Dragon Ball Z : Le Plan d'éradication des Super Saiyans est ensuite sorti avec le magazine Saikyō Jump le 3 février 2012 au Japon.
En juin 2016, le comédien Philippe Ariotti (voix de Freezer) annonce que le TV special et l'OAV auront droit à leur version française,. Ainsi le TV special sera disponible près de six ans après sa sortie au Japon.
En avril 2018, la société de distribution Kazé Anime annonce la sortie du coffret DVD collector, intitulé Golden Box, réunissant bien le TV special et l'OAV avec les deux derniers films, Battle of Gods et La Résurrection de ‘F’, le tout en VF,.

### Fiche technique
- Titre original : ドラゴンボール エピソード オブ バーダック (Doragon bōru: Episōdo obu Bādakku)
- Titre français : Dragon Ball : Épisode de Bardock
- Réalisation : Mitsuo Ashimoto
- Scénario : Naho Ōishi (manga original : Akira Toriyama)
- Direction artistique :
- Musique : Shunsuke Kikuchi
- Production : Chiaki Imadav et Rikizō Kayano
- Sociétés de production :  Toei Animation
- Pays d'origine :  Japon
- Langue originale : japonais
- Format : couleur – 1,85:1 - son Dolby Digital
- Genre : action, aventure, science-fiction
- Durée : 20 minutes
- Dates de sortie :
  - Japon : 17 décembre 2011 et 18 décembre 2011 (en avant-première) ; 2012
  - France : 20 juin 2018[8],[9] (sorti directement en DVD et Blu-ray en VF et VOSTFr)

### Doublage
| Personnages        | Voix japonaises                    | Voix françaises   |
| ------------------ | ---------------------------------- | ----------------- |
| Baddack            | Masako Nozawa                      | Patrick Borg      |
| Berry              | Houko Kuwashima                    | Anouck Hautbois   |
| Chilled            | Ryūsei Nakao                       | Philippe Ariotti  |
| Freezer            | Ryūsei Nakao                       | Philippe Ariotti  |
| Ipana              | Masashi Ebara                      | Vincent de Bouard |
| Zabon              | Shō Hayami                         | Antoine Nouel     |
| Dodoria            | Yukitoshi Hori                     | Éric Peter        |
| Cabira             | Kazuyuki Ishikawa                  | Marc Bretonnière  |
| Toobi              | Keiji Hirai                        | Antoine Nouel     |
| ancêtre d'Apple    |                                    |                   |
| soldats de Chilled | Hiromu Miyazaki Nobunaga Shimazaki |                   |
| le narrateur       | Jōji Yanami                        | Michel Ruhl       |

Source et légende : version originale et française (VF) sur Anime News Network